# Strobilanthes asymmetrica
Strobilanthes asymmetrica är en akantusväxtart som beskrevs av John Richard Ironside Wood och J.R.Benn.. Strobilanthes asymmetrica ingår i släktet Strobilanthes och familjen akantusväxter. Inga underarter finns listade i Catalogue of Life.